# Парфеньево-Правый Берег
Парфеньево-Правый Берег — деревня в Вельском районе Архангельской области. Входит в состав Муниципального образования «Благовещенское».

## География
Деревня расположена в южной части Архангельской области, в таёжной зоне, в пределах северной части Русской равнины, в 78 километрах на север от города Вельска, на правом берегу реки Устья притока Ваги. Ближайшим населённым пунктом является расположенная на противоположном берегу реки деревня Парфеньево-Левый Берег. Близ деревни находится мост через реку Устья.
Часовой пояс
Парфеньево-Правый Берег, как и вся Архангельская область, находится в часовой зоне МСК (московское время). Смещение применяемого времени относительно UTC составляет +3:00.

## Население
| 2002 | 2010 | 2012 | 2014 |
| ---- | ---- | ---- | ---- |
| 14   | ↘11  | ↘8   | ↗11  |

## История
Указана в «Списке населённых мест по сведениям 1859 года» в составе Вельского уезда Вологодской губернии под номером «2408» как «Парфеньевская». Таким образом, ранее деревня не разделялась на правобережную и левобережную часть. Насчитывала 15 дворов, 51 жителя мужского пола и 56 женского.
В материалах оценочно-статистического исследования земель Вельского уезда упомянуто, что в 1900 году в административном отношении деревня входила в состав Чадромского сельского общества Леонтьевской волости. На момент переписи в селении Парфеново находилось 30 хозяйств, в которых проживало 90 жителей мужского пола и 95 женского.